# Пила 4
«Пила́ 4» (англ. Saw IV) — фильм ужасов 2007 года режиссёра Даррена Линна Боусмана по сценарию Патрика Мелтона и Маркуса Данстэна, а также по сюжету Мелтона, Данстэна и Томаса Фентона. Это четвёртый фильм в серии фильмов «Пила» и продолжение фильма «Пила 3» (2006). Главные роли исполнили Тобин Белл, Скотт Паттерсон, Костас Мэндилор, Бетси Расселл и Лайрик Бент.
Фильм начинается с того места, где закончился предыдущий фильм, со смертью Джона Крамера. Тем не менее, выясняется, что Джон, на случай своей смерти, оставил серию записей и подсказок, которые приведут следователей к его последней игре. Когда детективы пытаются разгадать тайну финальной игры Джона, они втягиваются в паутину обмана, которая раскрывает истинные мотивы его извращённых игр.
«Пила 4» — первый фильм во франшизе, сценарий которого написал не Ли Уоннелл или Джеймс Ван. Он был выпущен компанией Lionsgate Films в США 26 октября 2007 года и получил негативные отзывы критиков. Несмотря на это, фильм получил кассовый успех, заработав 139 миллионов долларов по всему миру. Продолжение под названием «Пила 5» было выпущено в 2008 году.

## Сюжет
Вскрытие Конструктора обнаруживает в его желудке микрокассету, покрытую воском, и детективу Марку Хоффману велят прослушать её. Лента обещает ему, что «игры только начались». В мавзолее человек по имени Тревор и юрист по имени Арт Бланк прикованы цепями к большому устройству. У Тревора были зашиты глаза, а у Арта — рот, что делало общение между ними невозможным. Когда устройство начинает стягивать их вместе, они впадают в панику, и Арт убивает Тревора, чтобы достать ключ из его ошейника.
Тем временем полиция обнаруживает тело детектива Эллисон Керри. После предупреждения офицера Дэниела Ригга за то, что он вломился в незащищённую дверь, Хоффман знакомится с агентами ФБР Питером Страмом и Линдси Перес, которые делают вывод, что Аманде, ученице Конструктора, могла понадобиться помощь в испытании Керри, указывая на то, что есть ещё один ученик.
В тот же вечер Ригга и Хоффмана похищают. Риггу говорят, что детектив Эрик Мэтьюз всё ещё жив, и ему дается девяносто минут, чтобы спасти его. Затем ему проводят его первое испытание, где он находит девушку по имени Бренда, привязанную к устройству, которое снимает с неё скальп. Он спасает её, хотя его предупреждают не делать этого, и Бренда позже пытается ударить Ригга ножом; Ригг усмиряет её и узнает, что Бренде сказали, что Ригг пришел, чтобы арестовать её за проституцию.
Страм допрашивает Джилл Так, бывшую жену Конструктора, которая рассказывает предысторию. Когда-то она была беременна мальчиком по имени Гидеон, но у неё случился выкидыш, когда пациент Сесил ограбил клинику, в которой она работала, и ударил дверью её в живот.
Следующее испытание Ригга проходит в мотеле, где ему поручают похитить менеджера Айвена Лэндснесса, который, как выяснилось, является серийным насильником. Разгневанный просмотром видеозаписей «подвигов» Айвена, Ригг загоняет его в заранее подготовленную ловушку, которая вынуждает его выколоть себе глаза; он не успевает сделать это вовремя, и ловушка отрывает ему все конечности. Следующее испытание Ригга происходит в школе, где он когда-то напал на человека по имени Рекс, оправданного за жестокое обращение с его семьёй, хотя карьеру Ригга спас Хоффман. В одном из классов Ригг обнаруживает Рекса и его жену Морган, прикованных спина к спине и пронзённых несколькими металлическими шипами, причём Рекс мёртв, а Морган цепляется за жизнь. Ригг говорит Морган, что она должна сама убрать шипы перед уходом, включив пожарную сигнализацию, как это делает он.
Страм и Перес прибывают на место происшествия, где выясняется, что всех жертв защищал Арт, который также является адвокатом Джилл. После того, как фотограф случайно погибает на месте происшествия, Перес находит Билли, куклу Конструктора. Ей говорят, что Страм «скоро лишит жизни невинного человека» и что её следующий шаг «имеет решающее значение». Игнорируя намёки на опасность, Перес продолжает расследование, прежде чем лицо Билли взрывается, посылая осколки ей в лицо. Её срочно доставляют в больницу в критическом состоянии.
Узнав, что у него рак и жить ему осталось совсем недолго, а также после попытки самоубийства, Джон заманил Сесила в ловушку; затем Сесил бросился на него после испытания, но погиб в сетке из колючей проволоки. Страм связывает историю Джилл с мясокомбинатом «Гидеон», местом финального испытания Ригга.
Страм прибывает, но обнаруживает, что заблудился, случайно выследив Джеффа Денлона. Ригг, тем временем, приближается к своему последнему испытанию. В соседней комнате находятся Арт, Мэтьюз и Хоффман; ранее стало известно, что если дверь будет открыта до истечения таймера Ригга, голова Мэтьюса будет раздавлена между двумя ледяными глыбами, а Хоффмана убьёт электрическим током с помощью сложного устройства. Ригг врывается в дверь, имея в запасе одну секунду; несмотря на попытки Мэтьюза вовремя остановить Ригга, выстрелив в него, он погибает. Ригг стреляет в Арта, в то время как в другой комнате Страм встречает Джеффа, который размахивает пистолетом, не подозревая, что Джефф отчаянно ищет свою дочь. Страм убивает Джеффа, в то время как Хоффман, который никогда не подвергался никакой опасности и является ещё одним учеником Конструктора, поднимается и запирает умирающего Ригга и сбитого с толку Страма на фабрике.

## В ролях
| Актёр           | Роль                      |
| --------------- | ------------------------- |
| Тобин Белл      | Джон Крамер / Конструктор |
| Костас Мэндилор | Детектив Марк Хоффман     |
| Скотт Паттерсон | Агент Страм               |
| Бетси Рассел    | Джилл (жена Крамера)      |
| Лайрик Бент     | Ригг                      |
| Афина Карканис  | Агент Линдсей Перес       |
| Джастин Луиз    | адвокат Арт Бланк         |
| Симон Рейнольдс | Ламанна                   |
| Майк Рилба      | Фиск                      |
| Марти Адамс     | Айван                     |
| Донни Уолберг   | Эрик Мэтьюз               |
| Бахар Сумех     | Доктор Линн Денлон        |
| Дина Мейер      | детектив Эллисон Керри    |
| Нив Уилсон      | Корбетт Денлон            |
| Джей Лароуз     | Трой                      |

## Производство
В январе 2007 года режиссёр первого фильма Джеймс Ван заявил, что сценарий находится в стадии разработки. Ли Уоннелл сказал «Fangoria», что он и Ван будут исполнительными продюсерами, заявив: «Мы с Джеймсом [Ваном], как исполнительные продюсеры, всё ещё относимся к фильму как к нашему ребёнку; мы всё равно будем следить за этим. Я определённо был в восторге от идей, которые у них были, и сценариев, которые они писали, и всё идёт хорошо. Я на самом деле взволнован». В следующем месяце Даррен Линн Боусман, который ранее режиссировал второй и третий фильмы, вернулся в качестве режиссёра. Дэвиду Хаклу, который работал художником-постановщиком двух предыдущих фильмов, предложили снять фильм, но в тот день, когда он получил предложение, у его жены был диагностирован рак. Продюсеры предложили ему режиссёрские обязанности для пятого и шестого фильмов.
Поскольку Уоннелл больше не был заинтересован в написании сценариев фильмов «Пила», Twisted Pictures искала новых сценаристов и идеи для четвёртого фильма, что сделало его первым фильмом, который не был написан им. Исполнительный директор обнаружил Маркуса Данстэна и Патрика Мелтона и прочитал их сценарий «Полуночный человек». Исполнительный директор подумал, что сценарий дуэта может послужить приквелом к первому фильму, подробно описывая травмирующее событие в ранней жизни Джона Крамера. Тем не менее, продюсеры Марк Берг и Орен Коулз не хотели делать приквел и отказались от этой идеи, но сценарий привёл к тому, что Данстэн и Мелтон были наняты для написания следующих трёх фильмов серии. Томас Фентон также присоединился к Данстэну и Мелтону в качестве автора сюжета фильма. Марек Позиваль также был сценаристом в какой-то момент.
Вступить во франшизу было сложно для Данстэна и Мелтона, учитывая сериализованный характер фильмов, но они рассчитывали с Боусманом и съёмочной группой, чтобы наблюдать за ними, представив трилогию, которая начнётся с четвёртым фильмом и завершится шестым. У дуэта не было никаких проблем с возвращением Конструктора в сюжет, несмотря на его смерть в третьем фильме, так как персонаж умирал с момента оригинального фильма, чувствуя, что фильм не будет чувствовать себя как фильм без персонажа в нём. Как и в предыдущих работах, переписывание происходило в процессе написания, что привело к тому, что многие неиспользованные идеи для фильма позже были переработаны для пятого фильма.
Несмотря на то, что персонаж Джон Крамер был убит в предыдущей записи, в марте 2007 года было объявлено, что он подписал контракт на четвёртый и пятый фильмы.
С бюджетом в 10 миллионов долларов съёмки проходили с 16 апреля 2007 года по 3 мая 2007 года в Торонто.

## Показ
Пила 4 был выпущен в США и Канаде 26 октября 2007 года. Lionsgate провела своё четвёртое ежегодное донорство крови «Give Til It Hurts» для Красного Креста.

### Саундтрек
Альбом «Saw IV (Music From And Inspired By Saw IV)» был выпущен 23 октября 2007 года на Artists’ Addiction Records. Заглавная песня фильма «I.V.» была написана Ёсики и исполнена рок-группой «X Japan».

### Выход на видео
DVD и Blu-ray были выпущены 22 января 2008 года компанией Lionsgate Home Entertainment.

## Реакция

### Кассовые сборы
Фильм собрал 63 300 095 долларов в США и Канаде и 76 052 538 долларов на других территориях, в результате чего общая сумма в мире составила 139 352 633 долларов США.

### Критика
Фильм получил в основном негативные отзывы от критиков. На сайте «Rotten Tomatoes» фильм имеет рейтинг 18 % на основе 83 отзывов со средней оценкой 3,9/10. Консенсус сайта гласит: «„Пила 4“ более тревожна, чем убедительна, а материал уже был в предыдущих фильмах». На сайте «Metacritic» фильм имеет среднюю оценку 36 из 100, основанную на 16 отзывах, что указывает на «в целом неблагоприятные отзывы». Зрители, опрошенные «CinemaScore», дали фильму среднюю оценку «B» по шкале от «A+» до «F».
Скотт Шуллер, пишущий для «Chicago Tribune», назвал его «фильмом таким же острым, как резиновый нож» и сказал, что «если ужасное ремесло фильма Боусмана не повернёт ваш желудок, пограничное порнографическое насилие будет. Сбивает с толку представить, что кто-то наслаждается мерзкой грязью, брызгающей на экране». Фрэнк Шек из «The Hollywood Reporter» сказал, что «известные изобретательные сцены пыток здесь кажутся истощёнными воображением», но добавил, что "она ещё не прыгнула на акулу, как в конечном итоге сделали такие предшественники, как «Кошмар на улице Вязов» и «Пятница, 13-е».
Питер Хартлауб из «The San Francisco Chronicle» назвал фильм «„Сирианой“ слэшеров, настолько сложных и многообразных, что ваша единственная надежда понять всё — съесть много рыбы накануне вечером, а затем посмотреть каждый из предыдущих фильмов, прямо перед входом в театр». Джеймс Берардинелли писал, что «Пила 4 функционирует как затяжной, утомительный эпилог к серии, которая началась с энергетического взрыва три года назад с „Пилой: Игрой на выживание“, а затем постепенно теряла импульс, согласованность и интеллект с каждой последующей ежегодной частью».
Менее негативный отзыв пришёл от Джейми Рассела из BBC, который назвал его «глубоко тревожным; так же, как должен быть фильм ужасов».

## Факты
- Ли Уоннелл сообщил, что в фильме будут даны ответы на многие вопросы, возникшие в третьей части, а также будет раскрыта связь Конструктора Смерти и Оби из второй части[27].
- К сюжету, по словам Баусмана, был применён новый подход, благодаря чему рукопись стала сложна для восприятия. В фильме будет четыре развивающиеся параллельно истории, и ни одна из них не коснётся темы мучений[28].